# Закони про заборону освіти для рабів в США
Закони про заборону освіти для рабів діяли в багатьох штатах до і під час Громадянської війни в США та стосувалися як рабів-вільновідпущеників, так і всіх інших «кольорових» людей. Деякі закони були прийняті через побоювання, що раби можуть підробити документи, необхідні для втечі.

В своїй книзі «Чорні інтелектуали» професор Вільям М. Бенкс писав:
«багато рабів, які навчилися писати, справді досягли свободи за допомогою цього методу. В повідомленнях про розшук втікачів часто згадувалося, чи вміє втікач писати».
Закони про заборону освіти також виникли через побоювання повстання рабів, особливо після публікації аболіціоністом Девідом Вокером у 1829 році книги, у якій він відкрито закликав до повстання та після бунту рабів у Вірджинії 1831 року.
Сполучені Штати – це була єдина країна, в якій діяли закони, що забороняли рабам здобувати освіту.

## Закони окремих штатів про заборону освіти для рабів
В період між 1740 і 1834 роками в Алабамі, Джорджії, Луїзіані, Міссісіпі, Північній і Південній Кароліні та Вірджинії були прийняті закони про заборону освіти для рабів. Південна Кароліна першою прийняла закон, який забороняв навчати рабів читати та писати, на порушника накладався штраф у розмірі 100 фунтів стерлінгів та шість місяців в'язниці.
Основні закони про заборону освіти для рабів:
- 1829, Джорджія: заборонено навчати чорношкірих читати, карається штрафом і ув'язненням.
- 1830, Луїзіана, Північна Кароліна: заборонено навчати чорношкірих читати, карається штрафом, ув’язненням або тілесним покаранням.
- 1832, Алабама та Вірджинія: білим заборонено навчати чорношкірих читати або писати, карається штрафом та тілесним покаранням.
- 1833, Джорджія: заборонено навчати чорношкірих читати та писати, карається штрафом або тілесним покаранням.
- 1847, Міссурі: заборонено рабам навчатися читати чи писати.

Відповідно до закону штату Міссісіпі білу людину могли ув‘язнити на строк до одного року за «навчання раба читати».
Закон Вірджинії визначав, що «будь-яке зібрання чорношкірих з метою навчання читанню чи письму, або вночі з будь-якою іншою метою, буде вважатися незаконним зібранням».
У Північній Кароліні чорношкірих людей, які порушували закон, карали побиттям, а білих карали штрафом або тюремним ув’язненням.
В багатьох штатах діяла заборона на відвідування державних шкіл чорношкірими учнями. В 1831 році у Нью-Гейвені спробували відкрити коледж для темношкірих студентів, але через невдоволення місцевих жителів цей проект не був реалізований. Школи в Нью-Гемпширі та Коннектикуті, які намагалися навчати чорних і білих студентів разом, були знищені.

## Опір
Вчителі та раби на Півдні Сполучених Штатів знайшли способи як обійти закони. Наприклад, пастор Джон Беррі Мічам, після прийняттям штатом Міссурі закону про заборону освіти для рабів, переніс свою школу зі Сент-Луїса на пароплав, який курсував водами річки Міссісіпі.
Маргарет Кріттендон Дуглас, яка відсиділа місяць у в'язниці за навчання чорношкірих дітей у Норфолку, штат Вірджинія, написала книгу про свій досвід, яка допомогла привернути увагу всієї країни до законів про заборону освіти для рабів.
Незважаючи на всі ризики, раби вважали грамотність засобом просування та звільнення, і тому вони таємно навчалися та навчали один одного. Один історик зазначив, що 20% рабів-утікачів у довоєнному штаті Кентуккі вміли читати, а 10% — писати, а діти рабів обмінювали іграшки та їжу на уроки читання.
Історик Джон Гоуп Франклін зазначав, що, незважаючи на закони, школи для поневолених темношкірих студентів існували по всьому Півдню, зокрема в Джорджії, Кароліні, Кентуккі, Луїзіані, Флориді, Теннессі та Вірджинії. Були випадки коли рабовласники ігнорували закони про заборону, адже вони бачили економічну вигоду в тому, щоб мати письменних рабів, які могли б здійснювати певні фінансові операції та вести бухгалтерію. 

## Примітка
1. ↑  Williams, Heather Andrea (20 листопада 2009). Self-Taught: African American Education in Slavery and Freedom (англ.). Univ of North Carolina Press. ISBN 978-0-8078-8897-1.
2. ↑  Illegal to Teach Slaves to Read and Write. www.sonofthesouth.net. Процитовано 11 вересня 2022.
3. ↑  WashingtonPost.com: Black Intellectuals: Race and Responsibility in American Life. www.washingtonpost.com. Процитовано 11 вересня 2022.
4. ↑  Peller-Semmens, Carin. Unreconstructed: Slavery and Emancipation on Louisiana's Red River, 1820–1880. Процитовано 11 вересня 2022.
5. ↑  Span, Christopher M. (2005). Learning in Spite of Opposition: African Americans and their History of Educational Exclusion in Antebellum America. Counterpoints. Т. 131. с. 26—53. ISSN 1058-1634. Процитовано 11 вересня 2022.
6. ↑  Literacy and Anti-Literacy Laws | Encyclopedia.com. www.encyclopedia.com. Процитовано 11 вересня 2022.
7. ↑  Code (The) of Virginia... (англ.). 1849.
8. ↑  When Missouri Banned Education For All Blacks, This Man Responded With A. Black Then (амер.). 22 липня 2021. Процитовано 11 вересня 2022.
9. ↑  Margaret Douglass. History of American Women (амер.). 20 березня 2007. Процитовано 11 вересня 2022.
10. ↑  Mrs. Margaret Douglass. www.pbs.org. Процитовано 11 вересня 2022.